# 이억기
이억기(李億祺, 1561년 9월 3일~1597년 8월 27일)는 조선의 무신으로, 본관은 전주(全州), 자는 경수(景受), 시호는 의민(毅愍)이다. 경흥부사, 온성부사 등을 지내며 북방의 국방을 맡았으며, 임진왜란 당시에는 전라우도 수군절도사를 맡으며 이순신을 도와 왜군과 싸웠다. 이후 1597년 원균, 최호 등과 함께 칠천량 해전에 출정 중 전사했다. 사후 증 자헌대부(정2품) 병조판서에 추증되고 완흥군(完興君)에 추봉되었다.

## 생애
이억기는 1561년 정종의 10째 아들 덕천군의 후손인 심주군(沁州君) 이연손(李連孫)의 아들로 태어났고, 어렸을 때부터 무예가 뛰어났으며 17세 때 사복시내승(司僕寺內乘)이 되고 이후 무과에 급제한 후 경흥부사(慶興府使), 온성부사 등 국방상의 요직을 역임하여 북방의 여진족을 격퇴하는 데 큰 공을 세워 무인으로서의 능력을 인정받게 된다.
1592년 임진왜란 때는 전라우도 수군절도사가 되어 전라좌도 수군절도사 이순신, 경상우도 수군절도사 원균과 연합함대를 구성한 뒤 일본 함대와의 여러 해전에서 크게 승리하였다.
1597년 정유재란 때 조선 정부의 무리한 공격 명령을 받 최호와 김완 등과 함께 원균 휘하의 함대를 이끌고 일본군을 공격하다가 칠천량 해전에서 패하여 원균, 최호 등과 함께 전사하였다.
사후에 선무공신 2등이 되어 증 자헌대부 병조판서에 추증되고 완흥군(完興君)으로 추봉되었다. 의민(毅愍)이라는 시호가 내려져 의민공(毅愍公)이 되었다. 1600년 여수의 충민사(忠愍祠)에 이순신과 함께 제향되었다. 이후 2000년에 진수된 대한민국 해군의 장보고급 잠수함 SS 071에 그의 이름이 부여되었다.

## 대중 문화에서의 이억기
2004년 KBS 드라마 《불멸의 이순신》에서 배우 최성준이 이억기를 연기했다.

## 같이 보기
- 임진왜란
- 수군절도사
- 이순신 : 충무공
- 이순신 : 친척
- 덕천군
- 장평도정
- 서산군
- 원균
- 권준
- 최호